# Fovu de Baham
El Fovu de Baham es un club de fútbol de Camerún situado en la localidad de Baham y fundado en 1960 con el nombre de Pégase. Actualmente juegan en la Elite Two, la segunda división de Camerún.

## Historia
En 1960, locales de Baham decidieron fundar al Pégase. Sin embargo, seis años más tarde, una transformación interna dio origen al Union de Baham, un equipo de tercera división que jugaba en la liga regional de fútbol de la Región Occidental. El 17 de noviembre de 1978 que Grégoire Biankeu propuso el nombre actual de Fovu de Baham.

## Palmarés
- Primera División de Camerún: 1

2000
- Copa de Camerún: 2

2001, 2010
- Supercopa Roger Milla: 1

2001

## Participación en competiciones de la CAF
| Temporada | Torneo                       | Ronda      | Club             | Casa | Visita | Global      |
| --------- | ---------------------------- | ---------- | ---------------- | ---- | ------ | ----------- |
| 2001      | Liga de Campeones de la CAF  | 1          | Petro Atlético   | 2-2  | 2-3    | 4-5         |
| 2002      | Recopa Africana              | 1          | Les Citadins FC  | 1-0  | 3-1    | 4-1         |
| 2002      | Recopa Africana              | 2          | AS Police        | 0-0  | 0-0    | 0-0 (3-4 p) |
| 2011      | Copa Confederación de la CAF | Preliminar | USFA Ouagadougou | 2-1  | 1-3    | 3-4         |
| 2024/25   | Copa Confederación de la CAF | 1          | Paynesville FC   | 0-1  | 0-4    | 0-5         |

## Entrenadores
- Guy Bertin Djiepnang (septiembre de 2022–2023)[3]
- Emmanuel Ndoumbe Bosso (agosto de 2023–presente)[1]